# Serbska Straż Państwowa
Serbska Straż Państwowa (serb.-chorw. Srpska državna straža) – serbska formacja zbrojna w Serbii Nedicia podczas II wojny światowej, zwana także jako nedićevci.
Serbska Straż Państwowa została powołana 3 marca 1942 przez marionetkowy faszystowski rząd generała Milana Nedicia. Powstała poprzez rozbudowanie dotychczasowych Pułków Żandarmerii "Drina" i "Dunaj", współdziałających z Niemcami od początku okupacji. W jej skład weszli też b. oficerowie Królewskiej Armii Jugosławii, którzy uniknęli niewoli lub zostali zwolnieni z obozów jenieckich. 
Formacja działała wyłącznie na obszarze okupowanej Serbii. Początkowo liczyła ok. 17 000 osób. Na jej czele stanął płk Jovan Trišić. Jej dowództwo z siedzibą w Belgradzie było częścią ministerstwa spraw wewnętrznych rządu gen. Nedicia. Żołnierze Straży byli uzbrojeni jedynie w lekką broń strzelecką pochodzącą z niemieckich zdobyczy wojennych. Do jej zadań należała pomoc serbskiej policji w utrzymywaniu porządku w kraju i wspomaganie niemieckich sił okupacyjnych w walkach z partyzantką NOVJ Josipa Broz Tity.
W jej skład wchodziło kilka formacji:
- Miejska Straż Państwowa – istniejącą w większych miastach Serbii,
- Wiejska Straż Państwowa – pełniąca służbę w pozostałej części kraju,
- Graniczna Straż Państwowa – ochraniająca granice Serbii, liczyła ok. 2,5 tys. ludzi.

Na początku 1943 liczebność Serbskiej Straży Państwowej wzrosła do ok. 37 000 ludzi włączając służby pomocnicze i wiejskie milicje. Komendantem został gen.-mjr. Borivoje Jonić. W krótkim czasie formacja została zinfiltrowana przez czetników Kosty Pećanaca, a od 1944 czetników pułkownika Dragoljuba Mihaijlovicia. Z powodu coraz silniejszego zagrożenia ze strony partyzantki NOVJ, 6 października 1944 generał Nedić podpisał umowę o współpracy z pułkownikiem Mihailoviciem, na mocy której siły czetników połączono ze Strażą pod wspólnym dowództwem. Powstał w ten sposób 1. Serbski Korpus Uderzeniowy (Prvi Srpski Udarni Korpus) w składzie 1. i 2. Dywizji Uderzeniowych oraz 3. Granicznej Dywizji Ochronnej. Współdziałał on z Niemcami w walkach z partyzantami J. B. Tity na terytorium Serbii, a pod koniec lata 1944 wycofał się wraz z siłami niemieckimi do Bośni. 
Na pocz. 1945 resztki Korpusu w sile ok. 3 tys. ludzi znalazły się w miejscowości Slavonski Brod w Slawonii. Niemcy przetransportowali ich do Austrii, gdzie zostali wcieleni do Organizacji Todt.